# بالجی‌لی (یوسف‌علی)
بالجی‌لی (به ترکی استانبولی: Balcılı) یک منطقهٔ مسکونی در ترکیه است که در یوسف‌علی واقع شده‌است. بالجی‌لی ۱۴۵ نفر جمعیت دارد.